# Duque e Grão-Mestre da Ordem de Avis
Ao Grão-Mestre da Ordem de Avis foi concedido por D. Afonso V de Portugal em 1455 o título nobiliárquico de cortesia de Duque, passando o respectivo detentor a designar-se Duque e Grão-Mestre da Ordem de Avis.
O título nobiliárquico de Duque da Ordem Militar de Avis corresponde ao tratamento concedido pelos soberanos da Europa aos Grão-Mestres das Ordens de Cavalaria.
Muitos soberanos da Europa concederam títulos nobiliárquicos aos Grão-Mestres das Ordens de Cavalaria.
O Grão-Mestre da Ordem de Malta, devido à importância internacional da instituição, que alcançou a soberania (reconhecida pelas Nações Unidas), recebe o sublime título de Príncipe (sendo por vezes chamado de Príncipe do Mediterrâneo), tendo assim o título oficial de Príncipe e Grão-Mestre da Ordem de Malta. Em Portugal, aos Grão-Mestres das Ordens de Cavalaria era concedido o título nobiliárquico de Duque ou Conde, consoante a importância da instituição a que presidiam. Estes títulos tinham carácter de juro e herdade, correndo contudo apenas no detentores do cargo de Grão-Mestre.
Devido à importâcia da Ordem de Avis, o seu Grão-Mestre recebeu o título de Duque. O Grão-Mestre da Ordem de Avis era pois chamado de Duque e Grão-Mestre da Ordem de Avis, embora fosse comum tratar o Grão-Mestre por "Senhor Duque" ou referir-se ao mesmo por "Duque D. Pedro de Coimbra".Este título encontra-se atualmente extinto.
Em Portugal aos Grão-Mestres das Ordens de Cavalaria era concedido o título nobiliárquico de Duque ou Conde consoante a importância da instituição a que presidiam. Estes títulos tinham carácter de cortesia, sendo transmissíveis aos sucessores no cargo de Grão-Mestre.